# Atmea
Atmea est une coentreprise à parts égales créée entre Areva et Mitsubishi Heavy Industries (MHI) pour le développement, la commercialisation et la vente d'un  modèle de réacteur nucléaire baptisé ATMEA1. Le siège social de l'entreprise est basé à La Défense. Près de 15 ans après la création de la société, et malgré diverses annonces et candidatures, aucun réacteur Atmea n'a encore été commercialisé et aucun projet ne semble pouvoir se concrétiser.

## Historique de la société

### Genèse du projet
Le réacteur Atmea est un générateur de 3e génération qu'Areva a développé en partenariat avec Mitsubishi. En 2007, à l'origine du projet, Areva a proposé à GDF-Suez de s'associer au projet, et a ignoré EDF, pourtant premier intéressé en tant que producteur d'électricité. Ces malentendus ont conduit l'électricien français EDF à concevoir un projet similaire et concurrent en collaboration avec le chinois CGNPC : le réacteur ACE 1000. Les deux groupes français EDF et Areva se retrouvent donc avec deux projets concurrents sur des marchés qui sont devenus frileux depuis l'accident de Fukushima. L'État français, actionnaire des deux sociétés, entend faire régner l'ordre en associant les deux rivaux. En 2012, le gouvernement Fillon impose aux deux sociétés françaises de coopérer avec le chinois CGNPC ; un accord est signé qui devrait accoucher de la création d'un nouveau réacteur de 3e génération, dérivé de l'ATMEA.

### Période Areva (2007-2016)
Areva et Mitsubishi Heavy Industries (MHI) signent un accord de collaboration en 2006 qui se concrétise par la création de la coentreprise ATMEA. L'objectif de cet accord est de travailler sur un projet commun de réacteur nucléaire baptisé ATMEA1.

### Période EDF (2016, -)
En 2016, la restructuration de la filière nucléaire française après les déboires financiers du groupe Areva font passer la société ATMEA dans le giron du groupe EDF. EDF se substitue logiquement à Areva dans la coentreprise ATMEA. La coopération entre les groupes EDF et Mitsubishi prend la forme d'un projet de participation de Mitsubishi dans Areva NP.

## Le réacteur ATMEA1
Il s'agit d'un projet de réacteur à eau pressurisée à 3 boucles, dont la puissance électrique nette sera comprise entre 1000 et 1 250 MW. Il s’agit d'un réacteur de 3e génération. 
Né après l'accident de Fukushima, le réacteur met l'accent sur la sécurité. L'Atmea1 dispose d'une enceinte renforcée, censée pouvoir absorber la chute d'un avion. Il est équipé d'un cendrier, qui doit accueillir le cœur du réacteur au cas où celui-ci viendrait à fondre. 
Ces éléments de sécurité coûtent cher : le prix du réacteur est annoncé à 3,5 milliards d'euros, soit encore plus cher que l'EPR.
Ce réacteur est destiné à des marchés spécifiques, en particulier les pays dont le réseau ne permet pas la connexion de réacteurs plus puissants, comme le réacteur EPR.
En juin 2008, l’expertise menée par  l’Agence internationale pour l’Énergie Atomique, (AIEA), a conclu à la conformité des principes fondamentaux de sûreté du projet de réacteur ATMEA1.

### Les caractéristiques techniques
Le réacteur est conçu avec un cœur à faible densité de puissance capable d'opérer en cycles de 12 à 24 mois. Le cœur pourrait être chargé jusqu'en totalité en combustible MOX. Il est conçu pour faire du suivi de charge (fonctionnement à puissance variable) sur une plage de 30 % à 100 % de la puissance nominale. Le taux de disponibilité théorique serait de plus de 92 % sur la durée de vie du réacteur, conçu pour 60 ans. Ce taux de disponibilité est atteint par des systèmes de sûreté redondants permettant une maintenance en fonctionnement et une durée d'arrêt de tranche pour rechargement évaluée à 16 jours.

### Sûreté de la centrale
Le réacteur est doté d'un récupérateur de corium (comme sur l'EPR) permettant de récupérer les matériaux radioactifs en cas d'accident grave avec fusion du cœur.
En février 2012, la conception de l'ATMEA1 est jugée constructive par l'IRSN. L’IRSN a examiné les options de sureté du réacteur, en tirant les enseignements de l’accident nucléaire de Fukushima, et a rendu un avis positif.
En effet en réalisant une revue des options de sûreté pour des conditions semblables à celles de l’accident nucléaire de Fukushima, ATMEA a démontré la robustesse de la conception du réacteur et n’appelle aucune modification ou complément. La conception actuelle permet de résister aux évènements externes, même extrêmes, grâce aux marges et à la redondance des systèmes de sûreté de mode actif et passif. L’intégrité du bâtiment abritant le réacteur est assuré sur le très long terme même après un accident grave.
En 2016, l'AIEA a réalisé une mission d’évaluation qui a conclu que la méthodologie antisismique du réacteur correspondait aux standards de sûreté de l’Agence.

## Les projets
En 2009, une fois le projet technique bouclé, la société met en place une structure marketing chargée d'identifier les cibles potentielles capables d'acheter le réacteur. malheureusement le 'timing' est mauvais pour le réacteur : la crise financière et l'accident nucléaire de Fukushima ont mis en veille de nombreux projets. En 2018, le projet le plus mature est celui de  la centrale de Sinop en Turquie. 

### France
En 2010, GDF Suez a exprimé le souhait d'implanter un réacteur ATMEA1 en vallée du Rhône sur les sites nucléaires de Marcoule ou du Tricastin. Ce projet, qui provoque des dissensions entre Areva et EDF, est ensuite abandonné par GDF.

### Chine
Dans le cadre de l'accord de partenariat entre EDF et CGNPC pour le développement d'un réacteur moyenne puissance pour la Chine, Areva entend défendre l'ATMEA1 face au CPR-1000 issu des réacteurs REP 900 MWe français porté par EDF. Le pouvoir politique français sous la houlette du premier ministre François Fillon, soucieux de ne pas voir deux fleurons de l'industrie nucléaire s'étriper (Areva d'un côté et EDF de l'autre) sur le marché chinois, préside au rapprochement des deux groupes qui amènera à la signature en 2012 d'un accord. Areva, EDF et le Chinois CGNPC développeront ensemble un réacteur dérivé de l'ATMEA.   

### Argentine
Areva a annoncé le 12 juillet 2012 la présélection du réacteur ATMEA1 par l'électricien national argentin Nucleoeléctrica Argentina dans le cadre du prochain appel d'offres qui doit être lancé pour la construction du quatrième réacteur nucléaire du pays.

### Turquie
Le 2 mai 2013, le gouvernement turc a confirmé avoir attribué un contrat à un consortium franco-japonais, dont fait partie Areva, pour la fourniture de 4 réacteurs ATMEA1 de 1 100 MW chacun sur le site de Sinop. Ratifié par le parlement turc en avril 2015, ce contrat s'élève à 17 milliards d'euros attribués récemment en Turquie dans ce cas précis à un consortium franco-japonais. Les travaux débuteront fin 2016 et le premier réacteur devra être mis en service en 2023. La maitrise d'ouvrage sera assurée par un groupement de sociétés composé de la Compagnie d'électricité turque EÜAŞ (en) (25 à 45 %), des Japonais MHI et Itochu Corporation, et de GDF Suez (20 %), qui sera notamment responsable pour la partie exploitation, Areva NP et MHI étant chargées de la construction,,.
En 2018, le projet connaît de graves difficultés : retards, surcoûts et désaffections. Annoncé pour un montant de 16 milliards d'euros, l'étude de faisabilité rendue publique en mars 2018 ferait état d'un montant de travaux plus proche des 30 milliards d'euros. Initialement, le projet devait être porté par une société créée à cet effet entre les différents partenaires et investisseurs du projet. En mars 2018, la société n'a toujours pas été créée faute d'investisseurs. Devant les incertitudes quant à la rentabilité du projet, des défections commencent à voir le jour. Itochu (une société de commerce japonaise) et Engie ne souhaitent plus investir dans le projet. EDF, opérateur du projet au travers de sa sous-filiale Atmea, indique ne pas avoir vocation à investir dans un tel projet.

### Jordanie
Le 10 mai 2010, la Commission jordanienne de l'énergie atomique (JAEC) retient l'ATMEA1 dans une liste de 3 modèles présélectionnés, les 2 autres étant le réacteur russe VVER de Rosatom et le Candu du canadien EACL, en vue de construire le premier réacteur nucléaire commercial en Jordanie. La procédure de sélection, prévue pour se terminer en 2011 est retardée.
Le 30 avril 2012, la liste se réduit à 2 modèles, l'ATMEA1 et le VVER russe. La décision finale était alors attendue sous 3 ans.
En octobre 2013 pourtant, la JAEC annonce que la Jordanie a finalement retenu deux réacteurs VVER type AES 92. Selon certains observateurs, cette décision de la Jordanie pourrait être motivée par la proposition russe d’un contrat de type BOO (Build-Own-Operate), qui verrait la prise en charge par la Russie de la quasi-totalité du financement de la construction, de l’exploitation de la centrale pendant un certain nombre d’années avant le transfert de propriété à la Jordanie. La Russie a déjà signé un tel contrat dans d'autres pays, en Turquie par exemple.

### République tchèque
Fin 2016, le ministère de l'Industrie de la République Tchèque a annoncé que 6 candidats avaient exprimé un intérêt pour participer à la construction de nouveaux réacteurs sur les sites de Dukovany et Temelin. Le réacteur ATMEA1 est un des candidats.

## Liste des PDG de la société
- 2007 - 2018 : Stefan vom Scheidt[23].
- 2018 - : David Tersigni [24]

## Principaux éléments comptables

### Chiffre d'affaires
|                    | 2017   | 2016   | 2015  | 2014  | 2013  | 2012  | 2011  | 2010  | 2009 | 2008 |
| ------------------ | ------ | ------ | ----- | ----- | ----- | ----- | ----- | ----- | ---- | ---- |
| Chiffre d'affaires | 3,6    | 2,1    | 0,0   | 0     | 0     | 0,2   | 0     | 0     | 0    | 0    |
| Résultat net       | (23,7) | (15,7) | (3,7) | (2,9) | (3,4) | (2,4) | (3,8) | (0,7) | 0,3  | (5)  |
| Nombre d'employés  | 18     | 24     | 27    | 0     | -     | -     | -     | -     | -    | -    |